# Lijst van burgemeesters van Nieuwleusen
Dit is een lijst van Burgemeesters van de voormalige Nederlandse gemeente Nieuwleusen. In 2001 werd deze gemeente samengevoegd met de gemeente Dalfsen
| Ambtsperiode | Naam burgemeester                                             | Partij of stroming | Bijzonderheden                          |
| ------------ | ------------------------------------------------------------- | ------------------ | --------------------------------------- |
| 1819 - 1832  | mr. Reinier Saris van der Gronden                             |                    | tevens schout/burgemeester van Avereest |
| 1832 - 1838  | mr. Onno Zwier van Sandick                                    |                    | tevens burgemeester van Avereest        |
| 1838 - 1851  | mr. Coenraad Willem baron van Dedem                           |                    | tevens burgemeester van Avereest        |
| 1852 - 1869  | Wolter Jan Gerrit baron Bentinck                              |                    | was burgemeester van Zalk en Veecaten   |
| 1869 - 1872  | Coenraad Willem Antonie Baron van Haersolte van Zuthem        |                    |                                         |
| 1872 - 1876  | mr. Rudolf Jan Wolfgang Frans Baron van Höevell tot Nijenhuis |                    | werd burgemeester van Zwartsluis        |
| 1876 - 1916  | Jan Bosch Bruist                                              |                    |                                         |
| 1916 - 1943  | Johannes Philippus Backx                                      |                    |                                         |
| 1943 - 1945  | J.D. van Arkel                                                | NSB                |                                         |
| 1945 - 1950  | Johannes Philippus Backx                                      |                    |                                         |
| 1950 - 1957  | Jan (J.) Hoekstra                                             | CHU                | werd burgemeester van Nijkerk           |
| 1957 - 1979  | Eduard Hendrik Mulder                                         | CHU                |                                         |
| 1980 - 1985  | Frits (F.) Brink                                              | CDA                | werd burgemeester van Stadskanaal       |
| 1986 - 1992  | mr. Aat (A.B.L.) de Jonge                                     | CDA                | werd burgemeester van Houten            |
| 1993 - 2001  | Arend ten Oever                                               | CDA                | werd burgemeester van Ommen             |